# 中島光一
中島 光一（なかじま こういち、1948年- ）は、日本のシンガーソングライター。障害者施設役員。
NHK「みんなのうた」で放送（歌＝松崎しげる、東京放送児童合唱団, 1979年6月〜7月）、音楽の教科書、保育者向けの歌集などに掲載され、幼稚園、学校でも歌われている「大きなうた」の作詞・作曲者として知られる。

## 経歴
1948年、京都府生まれ。
中学時代にアメリカのフォークソングとうたごえ運動の影響を受け作曲を始める。すずききよしらが講師を務める京都フォークスクールで修業。
立命館大学在学中にフォーク集団ポロを結成。京都の各学園・地域のフォークサークルが集まって、京都フォークソング連絡会議を組織。代表議長をつとめる。
1971年夏には、京都フォークソング連絡会議が呼びかけて、関西圏を中心に、フォークグループが集まり、京都府の丹後半島の付け根にある大江山で、第1回「歌の里」フォークキャンプを開催。フォークスクールや1969年に途絶えたフォークキャンプの経験から学びながら、民衆の歌づくりと普及をめざすものだった。
大学卒業後、大阪府内の重症心身障害児の施設に勤務しながら創作演奏活動を続け, 1973年、藤村直樹、ひがしのひとしとのライブ盤のLP「十年目のごあいさつ 1973」を自主制作。その後も、URCレコードからアルバム「母と子の詩」をリリースし、一時期のURCレコードの看板シンガーのひとりでもあった。
1990年、妻でシンガーソングライターの野田淳子とともに米国・ニューヨーク州ビーコンのピート・シーガーの自宅を訪ねる。
2001年6月、京都教育文化センターホールで音楽活動40周年コンサートを開催. URCのディレクターでもあったひがしのひとし、古川豪らからメッセージが寄せられた。
現在は、京都の障害者共同作業所の役員を務めながら、野田淳子への楽曲提供や、｢中島光一とWINDS　WAY｣を結成、ソロやユニットで活動している。